# Prameny
Prameny (en allemand : Sangerberg) est une commune du district de Cheb, dans la région de Karlovy Vary, en République tchèque. Sa population s'élevait à 106 habitants en 2020.

## Géographie
Prameny se trouve à 10 km au nord de Mariánské Lázně, à 27 km à l'est de Cheb, à 23 km au sud-ouest de Karlovy Vary et à 122 km à l'ouest de Prague.
La commune est limitée par Rovná au nord, par Nová Ves à l'est, par Mnichov au sud-est, par Mariánské Lázně au sud-ouest et à l'ouest, et par Lázně Kynžvart à l'ouest.

## Histoire
La première mention écrite de la localité date de 1357.